# Jastrebice
Jastrebice su naseljeno mjesto u općini Čajniču, Republika Srpska, BiH. Nalaze se kod Stopića i Zaborka, između Suhodanjske rijeke i Radojne.
Godine 1985. pripojene su naselju Zaborku.(Sl.list SRBiH, br.24/85).

## Stanovništvo
| Narod     | Popis 1961. | Popis 1971. | Popis 1981. |
| --------- | ----------- | ----------- | ----------- |
| Hrvati    |             |             |             |
| Muslimani |             | 1           |             |
| Srbi      | 27          | 20          | 10          |
| ostali    |             |             |             |
| Ukupno    | 27          | 21          | 10          |